# 30'erne
|  | For årtiet i det 20. århundrede, se 1930'erne. |
Århundreder: 1. århundrede f.Kr. – 1. århundrede – 2. århundrede
Årtier: 10'erne f.Kr. 00'erne f.Kr. 00'erne 10'erne 20'erne – 30'erne – 40'erne 50'erne 60'erne 70'erne 80'erne
År: 30 31 32 33 34 35 36 37 38 39

## Personer
- Jesus af Nazareth bliver korsfæstet og dør i dette årti, og opstår nogle dage senere fra de døde (dette finder sted i den jødiske påske), hvis man skal tro beretningerne i det nye testamente.